# Pythagoreisches Tripel

Kleinstes Tripel:

In der Zahlentheorie besteht ein Pythagoreisches Tripel oder Pythagoreisches Zahlentripel aus drei verschiedenen natürlichen Zahlen, bei denen die Summe der Quadrate der beiden kleineren Zahlen gleich dem Quadrat der größten Zahl ist. Nach dem Satz des Pythagoras können die drei Zahlen eines Pythagoreischen Tripels auch als die Seitenlängen eines ebenen rechtwinkligen Dreiecks in der Euklidischen Geometrie aufgefasst werden. Wenn {\displaystyle a}, {\displaystyle b} und {\displaystyle c} außer 1 keinen Teiler gemeinsam haben, spricht man von einem primitiven pythagoreischen Tripel.

## Geschichte

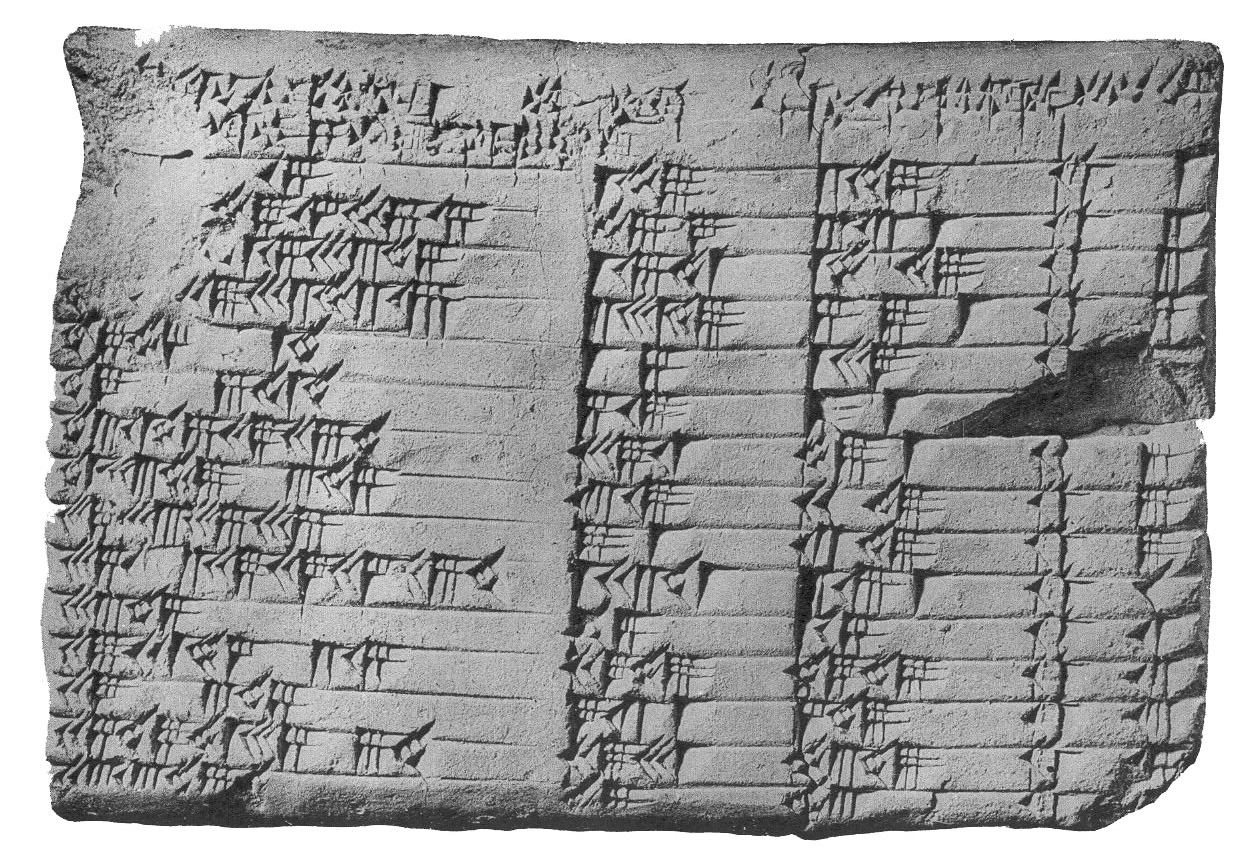
Die Tontafel Plimpton 322

Pythagoreische Tripel finden sich bereits auf babylonischen Tontafeln, die in die Zeit der Hammurabi-Dynastie datiert werden (1829 bis 1530 v. Chr.). Die Keilschrifttafel Plimpton 322 enthält 15 verschiedene pythagoreische Tripel, u. a. {\displaystyle (56,90,106)}, {\displaystyle (119,120,169)} und {\displaystyle (12709,13500,18541)}, was darauf schließen lässt, dass bereits vor mehr als 3500 Jahren ein Verfahren zur Berechnung solcher Tripel bekannt war. Für Ägypten ist die explizite Erwähnung von pythagoreischen Tripeln nur aus einem demotischen Papyrus des 3. Jahrhunderts v. Chr. bekannt, doch wurde auch die Verwendung insbesondere der Tripel {\displaystyle (3,\ 4,\ 5)} und {\displaystyle (20,\ 21,\ 29)} für Böschungswinkel bei einigen Pyramiden aus einer Zeit rund zweitausend Jahre vor dem erwähnten Papyrus diskutiert.
Das indische Baudhayana-Sulbasutra aus dem 6. Jahrhundert vor Christus enthält fünf pythagoreische Tripel.
Pythagoreische Tripel wurden bei den Griechen von Euklid, nach dem Kommentar von Proklos zu Euklids Elementen von Pythagoras und Platon behandelt und später von Diophant.

## Beispiele
- {\displaystyle (3,\ 4,\ 5)} ist das kleinste und bekannteste pythagoreische Tripel. Es ist primitiv, denn die drei natürlichen Zahlen haben nur 1 als Teiler gemeinsam.
- {\displaystyle (5,\ 12,\ 13)} und {\displaystyle (8,\ 15,\ 17)} sind Beispiele für weitere kleine primitive pythagoreische Tripel.
- Beispiele für nicht primitive pythagoreische Tripel sind {\displaystyle (15,\ 20,\ 25)} mit {\displaystyle 5} als einem gemeinsamen Teiler oder {\displaystyle (15,\ 36,\ 39)} mit dem gemeinsamen Teiler {\displaystyle 3}.

## Familien pythagoreischer Tripel
| Familie    | Eigenschaft                             | Beispiele                                                            |
| ---------- | --------------------------------------- | -------------------------------------------------------------------- |
| Pythagoras | {\displaystyle c-b=1}                   | {\displaystyle [5,12,13]\;[7,24,25]\;[9,40,41]}                      |
| Platon     | {\displaystyle c-b=2}                   | {\displaystyle [8,15,17]\;[12,35,37]\;[20,99,101]}                   |
|            | {\displaystyle c-b=8}                   | {\displaystyle [20,21,29]\;[28,45,53]\;[36,77,85]}                   |
|            | {\displaystyle c-3a=2}                  | {\displaystyle [145,408,433]\;[840,2378,2522]\;[4901,13860,14701]}   |
|            | {\displaystyle c-3a=4}                  | {\displaystyle [287,816,865]\;[1683,4756,5045]\;[9799,27720,29401]}  |
|            | {\displaystyle c-2a=2}                  | {\displaystyle [16,30,34]\;[240,418,482]\;[3360,5822,6722]}          |
|            | {\displaystyle c-2a=3}                  | {\displaystyle [5,12,13]\;[95,168,193]\;[1349,2340,2701]}            |
|            | {\displaystyle c-2a=-1}                 | {\displaystyle [33,56,65]\;[451,780,901]\;[6273,10864,12545]}        |
|            | {\displaystyle \|3a-2c\|=1}             | {\displaystyle [65,72,97]\;[1155,1292,1733]\;[20737,23184,31105]}    |
|            | {\displaystyle \|3a-2c\|=5}             | {\displaystyle [21,20,29]\;[319,360,481]\;[5781,6460,8669]}          |
|            | {\displaystyle \|b-2a\|=2}              | {\displaystyle [5,12,13]\;[39,80,89]\;[272,546,610]}                 |
| Fermat     | {\displaystyle \|b-a\|=1}               | {\displaystyle [696,697,985]\;[4059,4060,5741]\;[23660,23661,33461]} |
|            | {\displaystyle \|3b-2a\|\in \{2,6,18\}} | {\displaystyle [91,60,109]\;[15,8,17]\;[819,540,981]}                |
|            | {\displaystyle \|2b-a\|\in \{1,4,5\}}   | {\displaystyle [273,136,305]\;[416,210,466]\;[1363,684,1525]}        |

Die Mitglieder dieser Familien können durch die Anwendung der Euklidischen Formel {\displaystyle {\frac {n}{d}}\ \rightarrow \ [a,\ b,\ c]=[n^{2}\!-d^{2},\ 2\!\cdot \!n\!\cdot \!d,\ n^{2}\!+d^{2}]} auf den Zähler {\displaystyle n} und den Nenner {\displaystyle d} in Folgen von Brüchen identifiziert werden, insbesondere in Folgen von Brüchen, die aus den periodischen Kettenbrüchen quadratischer Irrationalitäten stammen.

## Erzeugung der pythagoreischen Tripel

Pythagoreische Tripel im kartesischen Koordinatensystem mit x und y von 1 bis 2500. Die deutlich dunklen Linien markieren Tripel der Form Weitere Regelmäßigkeiten werden in der Vergrößerung sichtbar. Die Symmetrie zur 45°-Achse ist eine Folge des Kommutativgesetzes.

Die drei Formeln
{\displaystyle a=m^{2}-n^{2}}
{\displaystyle b=2\;\!mn}
{\displaystyle c=m^{2}+n^{2}}
liefern für beliebige {\displaystyle m,n\in \mathbb {N} ,m>n>0} ein pythagoreisches Tripel {\displaystyle (a,\ b,\ c)}. Es ist genau dann primitiv, wenn {\displaystyle m} und {\displaystyle n} teilerfremd und nicht beide ungerade sind.
Diese Formeln wurden von Euklid angegeben (Elemente, Buch 10, Proposition 29, Lemma 1). Sie werden manchmal indische Formeln genannt, da sie explizit auch vom indischen Mathematiker Brahmagupta (598–668) knapp 900 Jahre später angegeben wurden. Möglicherweise waren sie auch den Babyloniern bekannt bei ihrer Erstellung pythagoreischer Tripel, denn die Formeln ergeben sich unmittelbar aus der babylonischen Multiplikationsformel
{\displaystyle k\cdot l={\left({\frac {k+l}{2}}\right)\!}^{2}-{\left({\frac {k-l}{2}}\right)\!}^{2},}
wenn man {\displaystyle k=m^{2}} und {\displaystyle l=n^{2}} setzt und mit {\displaystyle 2^{2}} multipliziert: {\displaystyle \quad (2\;\!mn)^{2}=\left(m^{2}+n^{2}\right)^{2}-\left(m^{2}-n^{2}\right)^{2}}.
Umgekehrt lässt sich jedes primitive pythagoreische Tripel {\displaystyle (a,\ b,\ c)} mit Hilfe dieser Formeln aus teilerfremden {\displaystyle m,n\in \mathbb {N} } erzeugen.
Jedes nicht-primitive pythagoreische Tripel {\displaystyle (A,B,C)} kann aus einem primitiven pythagoreischen Tripel {\displaystyle (a,b,c)} durch {\displaystyle (A,B,C)=(Na,Nb,Nc)} berechnet werden. Die natürliche Zahl {\displaystyle N} ist der größte gemeinsame Teiler von {\displaystyle A,\ B,\ C} und damit eindeutig bestimmt.
Beispiele:
- {\displaystyle m=2,\ n=1} liefert das Tripel {\displaystyle (3,\ 4,\ 5)}.
  - Multiplikation mit {\displaystyle N=2} liefert {\displaystyle (6,\ 8,\ 10)}. Es ergibt sich auch nach der babylonischen Multiplikationsformel aus {\displaystyle k=3,\ l=1.} Weil {\displaystyle 3} und {\displaystyle 1} beide ungerade sind, ist es nicht primitiv.
- {\displaystyle m=3,\ n=2} liefert das primitive Tripel {\displaystyle (5,\ 12,\ 13)}.
  - Multiplikation mit {\displaystyle N=7} liefert {\displaystyle (35,\ 84,\ 91)}; dies ist ein pythagoreisches Tripel, das sich nicht mit den Formeln nach Euklid erzeugen lässt. Diese erzeugen zwar alle primitiven, aber nur einen Teil der nicht-primitiven Tripel.

Die Verbindung der von B. Berggren (1934) und von A. Hall (1970) bekannten Baumstruktur der primitiven pythagoreischen Tripel mit der modularen Gruppe untersuchte R. C. Alperin (2005). Sämtliche primitiven pythagoreischen Tripel lassen sich über sieben verschiedene Lineartransformationen, jeweils ausgehend von {\displaystyle (3,4,5)}, in (bis auf die Anordnung) genau drei verschiedenen ternären Wurzelbäumen erzeugen, wie Firstov allgemein bewies. Genau ein Wurzelbaum hat mit einem anderen jeweils eine Lineartransformation gemeinsam, eine davon erzeugt bspw. alle (primitiven) pythagoreischen Tripel {\displaystyle (x,\ y,\ y+1)}, auch alle mit einer beliebigen ungeraden Primzahl {\displaystyle x}, und der von Price entdeckte andere Wurzelbaum die beiden (gemischten) Darstellungen {\displaystyle (p'q',\ 2pq,\ pq'+qp')} und {\displaystyle (p'q',\ 2pq,\ pq'-qp')} der primitiven Tripel mit ungeradem {\displaystyle q}, einem dazu teilerfremden {\displaystyle q'} und {\displaystyle p=q'+q,\ p'=q+p}.

### Herleitung der Formel zur Bildung der pythagoreischen Tripel
Ist {\displaystyle (a,b,c)} ein pythagoreisches Tripel, so ergibt die Division der zugehörigen Gleichung {\displaystyle a^{2}+b^{2}=c^{2}} durch {\displaystyle c^{2}}
| {\displaystyle \left({\frac {a}{c}}\right)^{2}+\left({\frac {b}{c}}\right)^{2}=1}. |  | (Nrm1) |
| {\displaystyle \left({\frac {a}{c}}\right)^{2}+\left({\frac {b}{c}}\right)^{2}=1}. |  | (Nrm1) |

Die Zahlen {\displaystyle x:={\tfrac {a}{c}}} und {\displaystyle y:={\tfrac {b}{c}}} sind rational und positiv und erfüllen die Koordinatengleichung des Einheitskreises
{\displaystyle x^{2}+y^{2}=1}.
Also ist {\displaystyle (x,y)} ein Punkt mit rationalen Koordinaten auf dem Einheitskreis. Die Gerade durch die Punkte {\displaystyle (-1,0)} und {\displaystyle (x,y)} schneidet die {\displaystyle y}-Achse in einem Punkt {\displaystyle (0,t)}, wobei {\displaystyle t} die Steigung dieser Geraden ist, für die gilt:
{\displaystyle t={\frac {y}{x+1}}}
Daher ist {\displaystyle t} eine rationale Zahl.
Eliminiert man {\displaystyle y} aus dieser Gleichung und der des Einheitskreises, erhält man mit
{\displaystyle {\begin{aligned}x^{2}+t^{2}(x+1)^{2}&=1\\(x^{2}-1)+t^{2}(x+1)^{2}&=0\\(x+1)\left[(x-1)+t^{2}(x+1)\right]&=0\end{aligned}}}
eine Bestimmungsgleichung für {\displaystyle x}.
Wegen {\displaystyle x>0} gilt {\displaystyle x+1\neq 0}, sodass man beide Seiten durch {\displaystyle (x+1)} dividieren darf:
{\displaystyle {\begin{aligned}(x-1)+t^{2}(x+1)&=0\\x&={\frac {1-t^{2}}{1+t^{2}}}\\y&=t\cdot (x+1)=t\cdot \left({\frac {1-t^{2}}{1+t^{2}}}+1\right)={\frac {2t}{1+t^{2}}}\end{aligned}}}
Damit haben wir also
{\displaystyle (x,y)=\left({\frac {1-t^{2}}{1+t^{2}}},{\frac {2t}{1+t^{2}}}\right)}
oder, weil man {\displaystyle t={\tfrac {v}{u}}} mit teilerfremden natürlichen Zahlen {\displaystyle u,v} setzen kann:
{\displaystyle \left({\frac {a}{c}},{\frac {b}{c}}\right)=\left({\frac {1-{\frac {v^{2}}{u^{2}}}}{1+{\frac {v^{2}}{u^{2}}}}},{\frac {\frac {2v}{u}}{1+{\frac {v^{2}}{u^{2}}}}}\right)=\left({\frac {u^{2}-v^{2}}{u^{2}+v^{2}}},{\frac {2uv}{u^{2}+v^{2}}}\right)}
Dies ergibt das pythagoreische Tripel
{\displaystyle (a,b,c)=(u^{2}-v^{2},2uv,u^{2}+v^{2}).}
Es kann vorkommen, dass {\displaystyle u^{2}-v^{2}}, {\displaystyle 2uv} und {\displaystyle u^{2}+v^{2}} einen gemeinsamen Teiler {\displaystyle N>1} haben. Aus {\displaystyle u=3,\ v=1} würde beispielsweise {\displaystyle a=8,\ b=6,\ c=10} folgen.
Als einzige Möglichkeit hierfür kommt jedoch {\displaystyle N=2} in Betracht. Denn angenommen, eine ungerade Primzahl {\displaystyle p} teilte sowohl {\displaystyle u^{2}-v^{2}} als auch {\displaystyle u^{2}+v^{2}}, so wäre
{\displaystyle v^{2}\equiv u^{2}{\pmod {p}}} und {\displaystyle v^{2}\equiv -u^{2}{\pmod {p}},}
woraus man, weil {\displaystyle p} prim und {\displaystyle 2} teilerfremd zu {\displaystyle p} ist, so weiter schließen kann:
{\displaystyle {\begin{aligned}u^{2}&\equiv -u^{2}{\pmod {p}}\\2u^{2}&\equiv 0\quad \ {\pmod {p}}\\u^{2}&\equiv 0\quad \ {\pmod {p}}\\u&\equiv 0\quad \ {\pmod {p}}\\\end{aligned}}}
Die ungerade Primzahl {\displaystyle p} teilt also {\displaystyle u} und wegen {\displaystyle v^{2}\equiv u^{2}{\pmod {p}}} auch {\displaystyle v}. Das steht jedoch in Widerspruch zur Teilerfremdheit von {\displaystyle u} und {\displaystyle v}, sodass {\displaystyle p} nicht ungerade sein kann. Also bleibt nur {\displaystyle N=2}, was mit {\displaystyle u\equiv v\equiv 1{\pmod {2}}} offenbar auch tatsächlich möglich und immer der Fall ist.
Man kann solche {\displaystyle u,v}, die teilerfremd und beide ungerade sind, jedoch aussortieren, ohne primitive pythagoreische Tripel zu verlieren. Denn, wenn {\displaystyle u} und {\displaystyle v} das Tripel {\displaystyle (2a,2b,2c)} ergeben, so ergeben {\displaystyle u'=(u+v)/2} und {\displaystyle v'=(u-v)/2} das Tripel {\displaystyle (b,a,c)}. Dabei sind {\displaystyle u',v'} teilerfremd und nicht beide ungerade.

### Erzeugung primitiver pythagoreischer Tripel mit der babylonischen Multiplikationsformel
Die babylonische Multiplikationsformel
{\displaystyle a=kl}
{\displaystyle b={\frac {k^{2}-l^{2}}{2}}}
{\displaystyle c={\frac {k^{2}+l^{2}}{2}}}
liefern für teilerfremde ungerade {\displaystyle k,l\in \mathbb {N} } mit {\displaystyle k>l} ein primitives pythagoreisches Tripel.

### Herleitung aus Hilbert 90
Dass diese Parametrisierung pythagoreischer Tripel mit Hilberts Satz 90 für den Fall {\displaystyle \mathbb {Q} [\mathrm {i} ]/\mathbb {Q} } geradeswegs äquivalent ist, hat Noam D. Elkies erkannt, vor ihm womöglich schon Olga Taussky und Takashi Ono.
Denn das Bestehen der Gleichung (Nrm1) ist äquivalent damit, dass {\displaystyle N_{\mathbb {Q} [\mathrm {i} ]/\mathbb {Q} }\left({\frac {a+\mathrm {i} b}{c}}\right)=1}. Hilberts Satz 90 liefert ein Element {\displaystyle x\in \mathbb {Q} [\mathrm {i} ]} mit {\displaystyle {\frac {a+\mathrm {i} b}{c}}={\frac {x}{\overline {x}}}}, welches sogar ohne Einschränkung aus dem Ganzheitsring {\displaystyle \mathbb {Z} [\mathrm {i} ]} der Gaußschen Zahlen gewählt werden kann, so dass mit {\displaystyle x=m+n\mathrm {i} } insgesamt {\displaystyle {\frac {a+\mathrm {i} b}{c}}={\frac {x^{2}}{|x|^{2}}}={\frac {m^{2}-n^{2}+2mn\,\mathrm {i} }{m^{2}+n^{2}}}} gilt, woraus die Behauptung folgt, denn diese trifft eine Aussage über die homogenen Koordinaten {\displaystyle (a:b:c)} und ihre homogene Parametrisierung durch die in den Variablen {\displaystyle m,n} homogenen Polynomfunktionen vom Grad {\displaystyle 2}. Dass sich alle primitiven pythagoreischen Tripel durch {\displaystyle (m^{2}-n^{2},2mn,m^{2}+n^{2})} darstellen lassen, folgt mit derselben elementaren Überlegung wie oben (nämlich: {\displaystyle \operatorname {ggT} (a,b,c)=1\Leftrightarrow 2|mn\land \operatorname {ggT} (m,n)=1}).

### Weitere Formeln für pythagoreische Tripel
Aus der Antike stammen nach Proklos die Formeln von Pythagoras und Plato.
Pythagoras gibt die Seitenlängen
{\displaystyle a=k,\ b={\frac {k^{2}-1}{2}},\ c={\frac {k^{2}+1}{2}}}
für ungerades {\displaystyle k\geq 3} an.
Plato gibt die Seitenlängen
{\displaystyle a=l,\ b={\left({\frac {l}{2}}\right)}^{\!2}\!\!-1,\ c={\left({\frac {l}{2}}\right)}^{\!2}\!\!+1}
für gerade {\displaystyle l\geq 4} an.
Setzt man {\displaystyle k=2n+1} mit {\displaystyle 1\leq n\in \mathbb {N} }, ergibt die Formel von Pythagoras
{\displaystyle (2n+1,\ 2n^{2}+2n,\ 2n^{2}+2n+1)}.
Die Formel für Plato ergibt für {\displaystyle l=2n} mit {\displaystyle 2\leq n\in \mathbb {N} }
{\displaystyle (2n,\ n^{2}-1,\ n^{2}+1)}.
Viele weitere Formeln findet man unter Formeln zur Erzeugung pythagoreischer Tripel.

## Primitive pythagoreische Tripel
Primitive pythagoreischen Tripel {\displaystyle (a,\ b,\ c)} sind solche, für die {\displaystyle a,b} und {\displaystyle c} keinen gemeinsamen Teiler außer 1 haben (diese drei Zahlen sind dann auch paarweise teilerfremd).
- Von den Zahlen {\displaystyle a} und {\displaystyle b} ist jeweils eine ungerade und die andere durch 4 teilbar, die größere Zahl {\displaystyle c} ist jeweils ungerade.
- Für jeden Primfaktor {\displaystyle p} von {\displaystyle |b-a|} gilt: {\displaystyle \quad p\equiv \pm 1{\pmod {8}}}.[19]
- Für jeden Primfaktor {\displaystyle p} des Quadrats der Kathetenhalbierenden {\displaystyle a^{2}+({\tfrac {b}{2}})^{2}} gilt: {\displaystyle \quad p\equiv 1{\pmod {12}}}.[20]
- Das Produkt {\displaystyle a\!\cdot \!b\!\cdot \!c} aller drei Zahlen ist immer durch 60 teilbar (gilt natürlich auch für nicht primitive Tripel).

### Beispiele primitiver pythagoreischer Tripel
Nach den Euklidischen Regeln erhält man als primitive pythagoreische Tripel zum Beispiel (aufsteigend geordnet nach {\displaystyle m+n} und bei Gleichheit dann nach der kleineren Zahl {\displaystyle n}):
| 2 | 1 | 3  | 4  | 5  | 7  | 2 | 45 | 28 | 53  |
| 4 | 1 | 15 | 8  | 17 | 5  | 4 | 9  | 40 | 41  |
| 3 | 2 | 5  | 12 | 13 | 10 | 1 | 99 | 20 | 101 |
| 6 | 1 | 35 | 12 | 37 | 9  | 2 | 77 | 36 | 85  |
| 5 | 2 | 21 | 20 | 29 | 8  | 3 | 55 | 48 | 73  |
| 4 | 3 | 7  | 24 | 25 | 7  | 4 | 33 | 56 | 65  |
| 8 | 1 | 63 | 16 | 65 | 6  | 5 | 11 | 60 | 61  |

Die primitiven pythagoreischen Tripel mit {\displaystyle c<300} (aufsteigend geordnet nach der größten der drei Zahlen und bei Gleichheit dann nach der kleinsten) sind:
| (3, 4, 5)       | (5, 12, 13)     | (8, 15, 17)     | (7, 24, 25)     |
| (20, 21, 29)    | (12, 35, 37)    | (9, 40, 41)     | (28, 45, 53)    |
| (11, 60, 61)    | (16, 63, 65)    | (33, 56, 65)    | (48, 55, 73)    |
| (13, 84, 85)    | (36, 77, 85)    | (39, 80, 89)    | (65, 72, 97)    |
| (20, 99, 101)   | (60, 91, 109)   | (15, 112, 113)  | (44, 117, 125)  |
| (88, 105, 137)  | (17, 144, 145)  | (24, 143, 145)  | (51, 140, 149)  |
| (85, 132, 157)  | (119, 120, 169) | (52, 165, 173)  | (19, 180, 181)  |
| (57, 176, 185)  | (104, 153, 185) | (95, 168, 193)  | (28, 195, 197)  |
| (84, 187, 205)  | (133, 156, 205) | (21, 220, 221)  | (140, 171, 221) |
| (60, 221, 229)  | (105, 208, 233) | (120, 209, 241) | (32, 255, 257)  |
| (23, 264, 265)  | (96, 247, 265)  | (69, 260, 269)  | (115, 252, 277) |
| (160, 231, 281) | (161, 240, 289) | (68, 285, 293)  |                 |

### Bemerkenswertes
Zwei Folgen von pythagoreischen Tripeln sind noch bemerkenswert:
- {\displaystyle m=k+1} und {\displaystyle n=k\quad (1\leq k\in \mathbb {N} )}[1] ergibt mit {\displaystyle (m^{2}-n^{2},\ 2\;\!mn,\ m^{2}+n^{2})}

{\displaystyle (3,4,5),\;(5,12,13),\;(7,24,25),\;(9,40,41),\;(11,60,61),\;(13,84,85),\;\dotsc ,\;(2k+1,\ 2k^{2}+2k,\ 2k^{2}+2k+1),\ \dotsc }
für jede Zahl {\displaystyle k} ein Tripel, das die ungerade Zahl {\displaystyle 2k+1} (als kleinste Zahl) enthält und bei dem sich die beiden anderen Zahlen um genau {\displaystyle 1} unterscheiden.
Der Halbumfang eines rechtwinkeligen Dreiecks mit diesen Seitenlängen beträgt {\displaystyle s=2n^{2}+3n+1}.
- {\displaystyle m=2k\quad (1\leq k\in \mathbb {N} )}[1] und {\displaystyle n=1} ergibt mit {\displaystyle (m^{2}-n^{2},\ 2\;\!mn,\ m^{2}+n^{2})}

{\displaystyle (3,4,5),\;(15,8,17),\;(35,12,37),\;(63,16,65),\;(99,20,101),\;(143,24,145),\;\dotsc ,(4k^{2}-1,\ 4k,\ 4k^{2}+1),\ \dotsc }
für die durch 4 teilbare Zahl {\displaystyle 4k} ein Tripel, das {\displaystyle 4k} (als kleinste Zahl, außer für {\displaystyle k=1}, dort ist es die mittlere Zahl) enthält und bei dem sich die beiden anderen Zahlen um genau {\displaystyle 2} unterscheiden.
Der Halbumfang eines rechtwinkeligen Dreiecks mit diesen Seitenlängen beträgt {\displaystyle s=4n^{2}+2n}.
Auch in dem noch fehlenden Fall {\displaystyle 2\cdot (2n+1)} des Doppelten einer ungeraden Zahl findet man leicht immer ein (natürlich nicht primitives) pythagoreisches Tripel, indem man die Lösungen der ersten Folge einfach zu {\displaystyle (4n+2,4n^{2}+4n,4n^{2}+4n+2)} verdoppelt. Somit kann man zu jeder natürlichen Zahl {\displaystyle x>2} ein Zahlenpaar {\displaystyle (b,c)} finden, mit dem sich {\displaystyle x} zu einem pythagoreischen Tripel {\displaystyle (x,\ y,\ z)} ergänzen lässt – bei ungeradem {\displaystyle a} mit der Differenz 1, bei geradem {\displaystyle a} mit Differenz 2:
| 3   | 4  | 5  | 11  | 60  | 61  | 19  | 180 | 181 |
| 4   | 3  | 5  | 12  | 35  | 37  | 20  | 99  | 101 |
| 5   | 12 | 13 | 13  | 84  | 85  | 21  | 220 | 221 |
| *6  | 8  | 10 | *14 | 48  | 50  | *22 | 120 | 122 |
| 7   | 24 | 25 | 15  | 112 | 113 | 23  | 264 | 265 |
| 8   | 15 | 17 | 16  | 63  | 65  | 24  | 143 | 145 |
| 9   | 40 | 41 | 17  | 144 | 145 | 25  | 312 | 313 |
| *10 | 24 | 26 | *18 | 80  | 82  | *26 | 168 | 170 |

Mit * sind nichtprimitive Tripel markiert. Diese Fälle für {\displaystyle a=4n+2} sind redundant, da sie auch durch Verdoppelung von {\displaystyle a=2n+1} entstehen.

### Höhe primitiver pythagoreischer Tripel
Primitive pythagoreische Tripel {\displaystyle \left((1+2i)(1+2j),2(i-j)(1+i+j),(i-j)^{2}+(1+i+j)^{2}\right)} mit {\displaystyle i,j\in \mathbb {N} _{0},i>j,\operatorname {ggT} (i-j,1+i+j)=1} haben (zur Hypotenuse) stets eine unkürzbare Höhe
{\displaystyle h={\frac {2(1+2i)(1+2j)}{{\frac {i-j}{1+i+j}}+{\frac {1+i+j}{i-j}}}}}.

## Verallgemeinerung auf pythagoreische (N+ 1)-Tupel
Pythagoreische Tripel können als Punkte mit ganzzahligen Koordinaten auf einem Kreis mit ganzzahligem Radius aufgefasst werden. Diese Idee lässt sich auf beliebig viele Dimensionen verallgemeinern derart, dass ein pythagoreisches {\displaystyle (N+1)}-Tupel einen Punkt mit ganzzahligen Koordinaten auf einer {\displaystyle N}-dimensionalen Hypersphäre mit ganzzahligem Radius darstellt.
Alle diese {\displaystyle (N+1)}-Tupel sind Lösungen der diophantischen Gleichung {\displaystyle \textstyle \sum _{k=1}^{N}x_{k}^{2}=r^{2}}, wobei {\displaystyle r} den Radius bezeichnet. Für jedes {\displaystyle N>1} sind für alle {\displaystyle N}-Tupel ganzer Zahlen unendlich viele Lösungen dieser Gleichung durch die folgende Identität gegeben:
{\displaystyle \forall (z_{1},z_{2},\dotsc ,z_{N})\in \mathbb {Z} ^{N}\exists (x_{1},x_{2},\dotsc ,x_{N})\in \mathbb {Z} ^{N}\colon \sum _{k=1}^{N}x_{k}^{2}=r^{2},r\in \mathbb {N} }
mit {\displaystyle x_{N}=z_{N}^{2}-\sum _{k=1}^{N-1}z_{k}^{2}} sowie {\displaystyle x_{k}=2z_{N}z_{k}} für alle {\displaystyle k<N}.
Damit ergibt sich {\displaystyle r} als Summe von Quadraten ganzer Zahlen und somit als natürliche Zahl zu {\displaystyle \textstyle r=\sum _{k=1}^{N}z_{k}^{2}}. Der Beweis erfolgt direkt durch Einsetzen und Vereinfachen:

### Beweis der Identität
{\displaystyle {\begin{aligned}\sum _{k=1}^{N}x_{k}^{2}&=\sum _{k=1}^{N-1}(2z_{N}z_{k})^{2}+\left(z_{N}^{2}-\sum _{k=1}^{N-1}z_{k}^{2}\right)^{2}\\&=\sum _{k=1}^{N-1}(2z_{N}z_{k})^{2}+\sum _{k=1}^{N}z_{k}^{4}+\sum _{k\neq j}^{N-1}\sum _{j=1}^{N-1}z_{k}^{2}z_{j}^{2}-2\sum _{j=1}^{N-1}z_{N}^{2}z_{j}^{2}\\&=\sum _{k=1}^{N}z_{k}^{4}+\sum _{k\neq j}^{N-1}\sum _{j=1}^{N-1}z_{k}^{2}z_{j}^{2}+2\sum _{j=1}^{N-1}z_{N}^{2}z_{j}^{2}\\&=\left(z_{N}^{2}+\sum _{k=1}^{N-1}z_{k}^{2}\right)^{2}\\&=\left(\sum _{k=1}^{N}z_{k}^{2}\right)^{2}\quad \square \\\end{aligned}}}
Dies stimmt offensichtlich mit der rechten Seite der Gleichung überein, womit die Gültigkeit der Identität für alle {\displaystyle (N+1)}-Tupel ganzer Zahlen gezeigt ist.

#### Alternativer Beweis
Eine bequemere Notation des Sachverhaltes und eine Formulierung als Satz ergibt sich durch Betrachtung der folgenden Abbildung:
Seien {\displaystyle z\in \mathbb {Z} ^{N}} sowie {\displaystyle Q\in \mathbb {Z} ^{N\times N}} mit {\displaystyle Q(z):=2z_{N}I_{N}-e_{N}\cdot z^{T}}, wobei {\displaystyle z_{N}} die {\displaystyle N}-te Komponente von {\displaystyle z}, {\displaystyle I_{N}} die {\displaystyle N\times N}-Einheitsmatrix und {\displaystyle e_{N}\cdot z^{T}} das dyadische Produkt des {\displaystyle N}-ten kanonischen Einheitsvektors mit dem Vektor {\displaystyle z} bezeichnen. Dann gilt:
{\displaystyle \forall z\in \mathbb {Z} ^{N}\colon Q(z)\cdot z\in \{q\in \mathbb {Z^{N}} \mid \|q\|\in \mathbb {N} \}}
Anschaulich handelt es sich hierbei um eine Abbildung, die jeden Gitterpunkt eines kartesischen Gitters auf einen weiteren solchen Gitterpunkt – mit der Eigenschaft, ganzzahligen euklidischen Abstand zum Ursprung zu haben – abbildet.
Der Beweis erfolgt auch hier durch einfaches Ausrechnen:
{\displaystyle {\begin{aligned}Q(z)\cdot z&=\left(2z_{N}I_{N}-e_{N}\cdot z^{T}\right)\cdot z\\&=\left(\left({\begin{smallmatrix}2z_{N}&0&0&\ldots &0\\0&2z_{N}&0&\ldots &0\\\vdots &\vdots &\vdots &\ddots &\vdots \\0&0&0&\ldots &2z_{N}\end{smallmatrix}}\right)-\left({\begin{smallmatrix}0&0&0&\ldots &0\\0&0&0&\ldots &0\\\vdots &\vdots &\vdots &\ddots &\vdots \\z_{1}&z_{2}&z_{3}&\ldots &z_{N}\end{smallmatrix}}\right)\right)\cdot z\\&=\left({\begin{smallmatrix}2z_{N}&0&0&\ldots &0\\0&2z_{N}&0&\ldots &0\\\vdots &\vdots &\vdots &\ddots &\vdots \\-z_{1}&-z_{2}&-z_{3}&\ldots &z_{N}\end{smallmatrix}}\right)\cdot z\\&=\left(2z_{N}z_{1},2z_{N}z_{2},\dotsc ,2z_{N}z_{N-1},z_{N}^{2}-z_{1}^{2}-z_{2}^{2}-\dotsb -z_{N-1}^{2}\right)\quad \square \end{aligned}}}
Das entspricht gerade der zuvor bewiesenen Identität.

### Anzahl der Lösungen
Die Anzahl der Lösungen der diophantischen Gleichung {\displaystyle \textstyle \sum _{k=1}^{N}x_{k}^{2}=r^{2}} hängt sowohl von {\displaystyle N} als auch von {\displaystyle r} ab. Für {\displaystyle N=3} und {\displaystyle N=4} kann die Anzahl der Lösungen für {\displaystyle r\leq 10} der folgenden Tabelle entnommen werden. Dabei bezeichnet {\displaystyle R_{N}(r)} die Anzahl der Lösungen in {\displaystyle N} Dimensionen für den Abstand {\displaystyle r} und {\displaystyle Z_{N}(r)} die Gesamtanzahl aller Lösungen mit Abstand {\displaystyle \leq r}, es gilt also: {\displaystyle \textstyle Z_{N}(r)=\sum _{k=1}^{r}R_{N}(k)}
| {\displaystyle r}        | 1 | 02 | 003 | 004 | 005 | 006 | 0007 | 0008 | 0009 | 0010 | Folge in der OEIS |
| ------------------------ | - | -- | --- | --- | --- | --- | ---- | ---- | ---- | ---- | ----------------- |
| {\displaystyle R_{3}(r)} | 6 | 06 | 030 | 006 | 030 | 030 | 0054 | 0006 | 0102 | 0030 | OEIS:A267651      |
| {\displaystyle R_{4}(r)} | 8 | 24 | 104 | 024 | 248 | 312 | 0456 | 0024 | 0968 | 0744 | OEIS:A267326      |
| {\displaystyle Z_{3}(r)} | 6 | 12 | 042 | 048 | 078 | 108 | 0162 | 0168 | 0270 | 0300 | OEIS:A267309      |
| {\displaystyle Z_{4}(r)} | 8 | 32 | 136 | 160 | 408 | 720 | 1176 | 1200 | 2168 | 2912 | OEIS:A264390      |

Die Einträge in der Folge {\displaystyle R_{N}(r)} sind durch {\displaystyle 2N} teilbar. Danny Rorabaugh hat dies am Beispiel {\displaystyle R_{3}(r)} gezeigt. Der Beweis lässt sich problemlos auf alle {\displaystyle N} verallgemeinern.
Gilt {\displaystyle R_{N}(r)=2N}, so besitzt die diophantische Gleichung {\displaystyle \textstyle \sum _{k=1}^{N}x_{k}^{2}=r^{2}} nur triviale Lösungen der Form {\displaystyle \textstyle \sum _{k=1}^{N-1}0^{2}+r^{2}=r^{2}}. Interessanterweise muss {\displaystyle N\geq 4} gelten, damit für alle {\displaystyle r>1} eine nichttriviale Lösung existiert. Dies folgt unmittelbar aus dem Vier-Quadrate-Satz von Lagrange, wonach jede natürliche Zahl (und damit auch jede Quadratzahl) als Summe von höchstens vier Quadratzahlen darstellbar ist, und der Tatsache, dass die einzige Darstellung {\displaystyle 2^{2}} als Summe von Quadratzahlen durch {\displaystyle 2^{2}=1^{2}+1^{2}+1^{2}+1^{2}} gegeben ist.

## Zwillingstripel
Ein Zwillingstripel ist ein spezielles Pythagoreisches Tripel {\displaystyle (x,x+1,z)}, bei dem sich die Katheten um 1 unterscheiden.
{\displaystyle (3,4,5)} ist das kleinste Zwillingstripel, weitere sind  {\displaystyle (20,21,29),(119,120,169)} und die mit 696, 4059, 23660, 137903 oder 803760 beginnenden Tripel. Schon Albert Girard waren im 17. Jahrhundert vierzehn solcher Tripel bekannt, das größte mit {\displaystyle x=31509019100}.
Es gibt unendlich viele solcher Tripel, wie Pierre de Fermat zeigte, denn mit {\displaystyle (x,x+1,z)} ist auch {\displaystyle (X,X+1,Z){\text{ mit }}X=2z+3x+1} ein solches Tripel. Eine weitere Formel ergibt sich aus der Standardform {\displaystyle (m^{2}-n^{2},2mn,m^{2}+n^{2})} über {\displaystyle m^{2}-n^{2}=2mn\pm 1} und einsetzen von {\displaystyle m=x+y}, {\displaystyle n=y} als Lösung der Pell-Gleichung {\displaystyle x^{2}-2y^{2}=1}. Sind {\displaystyle (m,n)} die Generatoren eines solchen Tripels in der oben angegebenen Standardform, so sind {\displaystyle (2m+n,m)} Generatoren eines weiteren Tripels. Aufeinanderfolgende Werte {\displaystyle m_{r},n_{r}} erhält man über {\displaystyle n_{r}=2n_{r-1}+n_{r-2}} und es gilt {\displaystyle m_{r}=n_{r+1}}. Werden die Kathetenlängen {\displaystyle x_{r}} der Lösungen nach Größe geordnet, so ist {\displaystyle x_{r}=6x_{r-1}-x_{r-2}+2} und {\displaystyle z_{r}=6z_{r-1}+z_{r-2}}. Es gibt auch explizite Formeln für {\displaystyle x_{r},z_{r}}.
Außerdem gibt es unendlich viele Zwillingstripel, bei denen sich eine Seite und die Hypotenuse um 1 unterscheidet, wie z. B. (3,4,5), (5,12,13), (7,24,25), (9,40,41), (11,60,61), (13,84,85) oder (15,112,113). Das Quadrat von a ist die Summe der Zwillinge des Tripels:

{\displaystyle {\begin{aligned}9&=4+5\\25&=12+13\\81&=40+41\\169&=84+85.\end{aligned}}}
Daher haben diese Zwillingstripel die Form {\displaystyle \left(2n+1,{\frac {(2n+1)^{2}-1}{2}},{\frac {(2n+1)^{2}+1}{2}}\right)}.

## Zusammenhang mit den heronischen Dreiecken
Jedes zu einem pythagoreischen Tripel gehörige Dreieck ist ein heronisches Dreieck, das heißt, sowohl die Seitenlängen als auch der Flächeninhalt sind rationale Zahlen. Jedes heronische Dreieck lässt sich in zwei rechtwinklige Dreiecke zerlegen, die durch pythagoreische Tripel aus rationalen Zahlen gegeben sind.

## Zusammenhang mit Faltungen eines Quadrates

Satz von Haga (gefaltetes Quadrat)

Faltet man ein Quadrat gemäß der Abbildung, so entstehen drei paarweise zueinander ähnliche rechtwinklige Dreiecke, für deren Seitenlängen jeweils gilt:
kleinere Kathetenlänge : größere Kathetenlänge : Hypotenusenlänge = 3 : 4 : 5.
Durch diese Art des Faltens nach dem sogenannten Satz von Haga wird das kleinste pythagoreische Tripel geometrisch erzeugt.

## Die Fermatsche Gleichung
Eine Verallgemeinerung der pythagoreischen Tripel erhält man, wenn man den Exponenten 2 durch eine natürliche Zahl {\displaystyle n} ersetzt. Man untersucht also die diophantische Gleichung
{\displaystyle a^{n}+b^{n}=c^{n}\qquad (2<n\in \mathbb {N} )}
und sucht nach Lösungen durch ganze Zahlen {\displaystyle a,\ b,\ c} unter Ausschluss der trivialen Lösungen, bei denen eine der drei Zahlen gleich Null ist, oder durch natürliche Zahlen.
Pierre de Fermat stellte um das Jahr 1637 die Behauptung auf, dass es keine derartigen Tripel gibt. Obwohl er keinen Beweis angab, wird diese Vermutung als großer Fermatscher Satz bezeichnet. Jahrhundertelang konnte kein Beweis gefunden werden. Die Suche danach führte aber zu vielen interessanten Erkenntnissen, insbesondere in der Zahlentheorie. Erst 1995 konnte der Mathematiker Andrew Wiles den Satz von Fermat schließlich beweisen.
Fermat besaß einen Beweis für den Fall {\displaystyle n=4} und behandelte den eng verwandten Fall eines heronischen Dreiecks, dessen Flächeninhalt ein Quadrat ist (siehe Unendlicher Abstieg). Dieses Problem geht auch auf Diophant zurück.

## Algorithmus
Ein möglicher Algorithmus in der Programmiersprache Haskell könnte folgendermaßen aussehen. Er erstellt für eine natürliche Zahl {\displaystyle n} alle möglichen Tripel, deren Hypotenuse {\displaystyle n} nicht überschreitet:
```
pythTripels
 
n
 
=
 
[(
k
*
x
,
 
k
*
y
,
 
k
*
z
)
 
|
 
(
x
,
y
,
z
)
 
<-
 
primitives
,
 
k
 
<-
 
[
1
..
n
`
div
`
z
]]
 
where

   
primitives
 
=
 
[(
p
^
2
-
q
^
2
,
 
2
*
p
*
q
,
 
p
^
2
+
q
^
2
)
 
|
 
p
 
<-
 
takeWhile
 
(
\
p
 
->
 
p
^
2
+
1
 
<=
 
n
)
 
[
1
..
],
 
q
 
<-
 
takeWhile
 
(
\
q
 
->
 
p
^
2
+
q
^
2
 
<=
 
n
)
 
[
1
..
p
],
 
odd
 
(
p
+
q
)
 
&&
 
gcd
 
p
 
q
 
==
 
1
]

```

In Python ist List Comprehension ein elegantes Mittel, um pythagoreische Tripel zu bestimmen (Beispiel für alle Tripel mit c<100):
```
[(
a
,
 
b
,
 
c
)
 
for
 
a
 
in
 
range
(
1
,
 
100
)
 
for
 
b
 
in
 
range
(
a
,
 
100
)
 
for
 
c
 
in
 
range
(
b
,
 
100
)
 
if
 
a
 
**
 
2
 
+
 
b
 
**
 
2
 
==
 
c
 
**
 
2
]

```

## In der Literatur
In der Science-Fiction-Geschichte Ein Experiment, 1913 anonym von Hans Dominik in Das Neue Universum erschienen, werden Folgen von Funkimpulsen, deren Anzahlen die pythagoreischen Tripel {\displaystyle (3,4,5)} und {\displaystyle (5,12,13)} bilden, zu einem Planeten gesendet in der Hoffnung, dort intelligente Außerirdische ansprechen zu können.